# Caradrina terrea
Caradrina terrea là một loài bướm đêm trong họ Noctuidae.